# Zdziłowice
Zdziłowice – zniesiona nazwa wsi w Polsce położona w województwie lubelskim, w powiecie janowskim, w gminie Godziszów.
Miejscowość zniesiono w 2023 r. tworząc z jej części cztery wsie: Zdziłowice Czwarte, Zdziłowice Drugie, Zdziłowice Pierwsze, Zdziłowice Trzecie
Dalsza część artykułu dotyczy sytuacji sprzed zniesienia nazwy wsi w 2023 r.
Wieś szlachecka  położona była w drugiej połowie XVI wieku w powiecie urzędowskim województwa lubelskiego. Za Królestwa Polskiego istniała gmina Zdziłowice. W latach 1975–1998 miejscowość administracyjnie należała do województwa tarnobrzeskiego. Według Narodowego Spisu Powszechnego (III 2011 r.) liczyła 1515 mieszkańców i była drugą co do wielkości miejscowością gminy Godziszów.

## Części wsi
| SIMC    | Nazwa               | Rodzaj    | Od 2023   |
| ------- | ------------------- | --------- | --------- |
| 0791378 | Bychawka            | część wsi | zniesiona |
| 0791384 | Dąbie               | część wsi | zniesiona |
| 0791390 | Iwany               | część wsi | zniesiona |
| 0791409 | Mazurowska Strona   | część wsi | zniesiona |
| 0791415 | Południaki          | część wsi | zniesiona |
| 0791421 | Zdziłowice Czwarte  | część wsi | wieś      |
| 0791438 | Zdziłowice Drugie   | część wsi | wieś      |
| 0791444 | Zdziłowice Pierwsze | część wsi | wieś      |
| 0791450 | Zdziłowice Trzecie  | część wsi | wieś      |

## Historia[8]
Pierwsza wzmianka o Zdziłowicach pochodzi z 1377 roku i zawarta została w nadaniu dóbr Kraśnickich Dymitrowi z Goraja. Kolejna wzmianka pojawia się przy okazji włączenia wsi do dóbr rodziny Ossolińskich, a w 1604 r. do ordynacji Jana Zamoyskiego. W 1694 roku mieszkańcy Zdziłowic gospodarowali na 50 półłanach. We wsi było 41 zagród i jedna karczma. 65 lat później żyło w niej już 50 kmieci na gospodarstwach półłanowych i ćwierćłanowych, 48 zagrodników (małorolna ludność chłopska) i 6 chałupników. W 1759 roku Zdziłowicom sołtysował Walek Kania. W 1864 roku wieś, licząca wówczas 135 gospodarstw, została uwłaszczona; ordynat otrzymał zadośćuczynienie w postaci 36 tysięcy rubli, a chłopi zaczęli uprawiać już swoje 2922 morgi ziemi. Mieszkańcy mogli też korzystać z prawa serwitutów, czyli pobierania drzewa z lasu na opał. Serwituty stały się jednak wkrótce kością niezgody i w 1927 roku, na wniosek zdziłowian, zostały zlikwidowane, a każdy gospodarz dostał sześć i pół morgi lasu. W czasie I wojny światowej wieś nie poniosła większych strat. Spłonęły tylko 3 wiatraki należące do Franciszka Wójcika, Jana Wójcika i Stanisława Skrzypka.
W wojnie obronnej w 1939 roku brało udział 64 mieszkańców. W walkach zginęło siedmiu. Jednym z nich był kpt. Jan Matysek – Orsza, nawigator lotnictwa bombowego, który poległ bohaterską śmiercią wraz z całą sześcioosobową załogą w 1942 roku podczas lotu bojowego na Hamburg. Ginęli też cywile. 7 września 1942 roku Niemcy zorganizowali w Zdziłowicach obławę, w czasie której zatrzymali 150 osób w wieku od 14 do 40 lat. Zostali oni wywiezieni do obozu koncentracyjnego w Majdanku. Na miejscu hitlerowcy rozstrzelali 72 mieszkańców narodowości żydowskiej. Rok później sytuacja się powtórzyła. 18 października 1943 roku Niemcy aresztowali sześciu mężczyzn. Wywieźli ich na zamek do Lublina i rozstrzelali. 7 marca 1944 do Zdziłowic wkroczyli żołnierze – w sile jednego pułku pod dowództwem Piotra Brajki – I Ukraińskiej Dywizji Partyzanckiej, tzw. kowpakowcy. Niemcy wyruszyli przeciwko nim z Janowa Lubelskiego. Na wzgórzu 318, tuż pod wsią, rozgorzał zażarty bój. Silny partyzancki ogień oraz trudne warunki drogowe (duże błoto) zmusiły hitlerowców do odwrotu. Dzień później jednak, w odwecie, podpalili część obecnych Zdziłowic III. 22 lipca 1944 roku rano Niemcy, pod naporem wojsk rosyjskich i polskich, wycofywali się przez wieś w kierunku Batorza. W Zdziłowicach stacjonowało wówczas 35 partyzantów pod dowództwem Tadeusza Sulowskiego. Doszło do wymiany ognia. Dwóch żołnierzy niemieckich zginęło, a kilku zostało rannych. Gdy partyzanci wycofali się hitlerowcy, mszcząc się spalili prawie doszczętnie Zdziłowice II i Zdziłowice IV. Ich mieszkańców ostrzelali z karabinów maszynowych. Zginęło wtedy 15 osób, w tym dwoje dzieci. W sumie wojna pozbawiła życia 177 mieszkańców Zdziłowic.
Po wojnie wieś szybko odbudowała się ze zniszczeń. Wzniesiono cegielnię szkołę i dom nauczyciela, pomieszczenia dla Gminnej Rady Narodowej i ośrodka zdrowia, Dom kultury oraz stację CPN. Utwardzono drogi dojazdowe. W roku 1971 doszło do ogromnego pożaru na terenie wsi. Spłonęło w nim 120 budynków. Obecnie miejscowość dzieli się na cztery sołectwa.